# Tjena, vi är Busungarna
Tjena, vi är Busungarna är ett studioalbum av barngruppen Busungarna, utgivet i december 1984 på skivbolaget Septima Records. Albumet spelades in i Polar Music Studios 1983-1984, och producerades av Johan Folkesson.
Albumet innehåller något så ovanligt som julsånger på vad som inte är ett renodlat julalbum, och årets skiftningar återkommer med avslutningslåten "Äntligen sommarlov.

## Låtlista

### Sida A
1. Tjena, vi är Busungarna
2. Jag ska bli rockstjärna när jag blir stor
3. Doktor Pop presenterar Busungarnas rockfavoriter
  1. Be-Bop-A-Lula
  2. Cadillac
  3. Do You Wanna Dance?
4. Vi vill ha fred
5. Busvitsar

### Sida B
1. Tomten, jag vill ha en riktig jul
2. Julbus runt granen
  1. Hej tomtegubbar
  2. Nu har vi ljus här i vårt hus (Julpolska)
  3. Nu är det jul igen
3. Busvitsar, del 2
4. Jag ska rymma
5. Doktor Pop tackar
6. Äntligen sommarlov